# Bernardelli
Bernardelli est une des principales fabriques d'armes italiennes.